# Polscy żołnierze internowani w krajach bałtyckich
Polscy żołnierze internowani w krajach bałtyckich – żołnierze Wojska Polskiego internowani na terytorium Litwy, Łotwy i Estonii w 1939.
W wyniku rozwoju wydarzeń w kampanii wrześniowej 1939, szczególnie w związku z uzgodnioną z nazistowską III Rzeszą agresją radziecką 17 września 1939 pewna część jednostek Wojska Polskiego operujących na wschodnich obszarach II Rzeczypospolitej przekroczyła granice z neutralnymi sąsiednimi krajami bałtyckimi, a ich żołnierze zostali zgodnie z prawem międzynarodowym internowani.

## Litwa
Na Litwie internowano około 5000 osób i osadzono w czterech obozach: w Wiłkomierzu, w Forcie V Twierdzy Kowno, w Kalwarii koło Wilna i Wyłkowyszkach. 

## Łotwa
Na Łotwie internowanych było około 1500, część z nich było osadzonych w obozie w Ulbroce, natomiast dla większości osób reżim internowania w tym kraju miał charakter wyłącznie formalny i po zarejestrowaniu pozostały one na wolności. 

## Estonia
Pewna grupa polskich internowanych znajdowała się również w Estonii, ale była ona niewielka i jest obecnie trudna do ustalenia. 

## Internowani po aneksji krajów bałtyckich przez ZSRR
Po aneksji przez ZSRR krajów bałtyckich latem 1940 ujęci internowani zostali wywiezieni do obozów w ZSRR i stali się drugą grupą polskich jeńców w Związku Radzieckim.
Internowani – liczby podane są dla stanu w momencie przemieszczania w głąb ZSRR latem 1940 – byli umieszczeni w obozach:
- na Litwie: w Wiłkomierzu (1198 osób), w Forcie V Twierdzy Kowno (472 osoby), w Kalwarii koło Wilna (925 osób) i Wyłkowyszkach (2172 osoby), ogółem 4767 osób, w tym 859 oficerów
- na Łotwie: 913 osób, z tego w obozie w Ulbroce około 180 osób.

Z internowaniem żołnierzy związane jest internowanie okrętów w szerzej rozumianym regionie bałtyckim (łącznie ze Szwecją – żaglowca szkolnego SV „Dar Pomorza” oraz okrętów podwodnych OORP „Sęp”, „Ryś” i „Żbik”), a także krótkotrwałe zatrzymanie w Tallinnie okrętu podwodnego ORP „Orzeł”.